# Beatriz Segall
Beatriz Segall, nata Beatriz de Toledo (Rio de Janeiro, 15 luglio 1926 – San Paolo, 5 settembre 2018), è stata un'attrice brasiliana.

## Biografia
Inizialmente insegnante di francese, intraprese il suo percorso artistico nel 1950, lavorando in teatro con Henriette Morineau. Dopo alcuni soggiorni in Francia, esordì anche sul piccolo schermo, con ingaggi in serie televisive infantili. Fu altresì attrice cinematografica, ma per tutta la carriera mostrò innegabilmente interesse maggiore per teatro e televisione. Raggiunse l'apice della fama con i suoi ruoli di donne mature nelle telenovelas degli anni 70 e 80: dapprima su Rede Globo (Celina in Dancin' Days, Lourdes in Agua Viva), poi su Rede Bandeirantes (Iracema in Adolescenza inquieta, Noemia in Nido di serpenti), quindi di nuovo alla Globo producendosi nell'indimenticabile interpretazione della malvagia Odete Roitman in Senza scrupoli: l'assassinio del personaggio e le conseguenti indagini furono i momenti più seguiti di questa telenovela (al punto da oscurare l'attrice protagonista Regina Duarte), che riportò ascolti altissimi. Tra le telenovelas ha recitato anche in Atto d'amore.
Beatriz Segall morì ultranovantenne nel 2018 a San Paolo, sua città di residenza, per una crisi cardiorespiratoria.

## Vita privata
Ebbe tre figli - tra cui il regista Sergio Toledo - che volle seguire con particolare attenzione nei loro primi anni di vita rimanendo artisticamente inattiva per qualche tempo.